# マッテオ・カッラーラ
マッテオ・カッラーラ（Matteo Carrara、1979年3月25日 - ）は、イタリア、アルツァーノ・ロンバルド出身の自転車競技（ロードレース）選手。

## 経歴
2001年にプロ転向。
- ジロ・デ・イタリア初出場、総合111位。

2003年
- オーストリア一周ポイント賞
- ツアー・オブ・チンハイレイクポイント賞。

2004年、ランプレに移籍。
2005年、ツアー・オブ・ジャパン総合3位。
2006年、ランプレに復帰
- ミラノ〜サンレモ10位
- ジロ・ディ・ロンバルディア6位。

2007年、ユニベット.comに移籍
- バスク一周総合4位
- ツール・ド・スイス総合4位。

2008年、クイックステップに移籍。
- ツール・ド・フランス初出場、総合36位。
- ドーフィネ・リベレ総合10位。

2009年、ヴァカンソレユに移籍。
- シルキュイ・ド・ロレーヌ総合優勝。

2010年
- ツール・ド・ルクセンブルク総合優勝。

2011年
- ジロ・デ・イタリア 総合17位

2012年
- カタルーニャ一周 総合8位